# Fukui-Erdbeben 1948

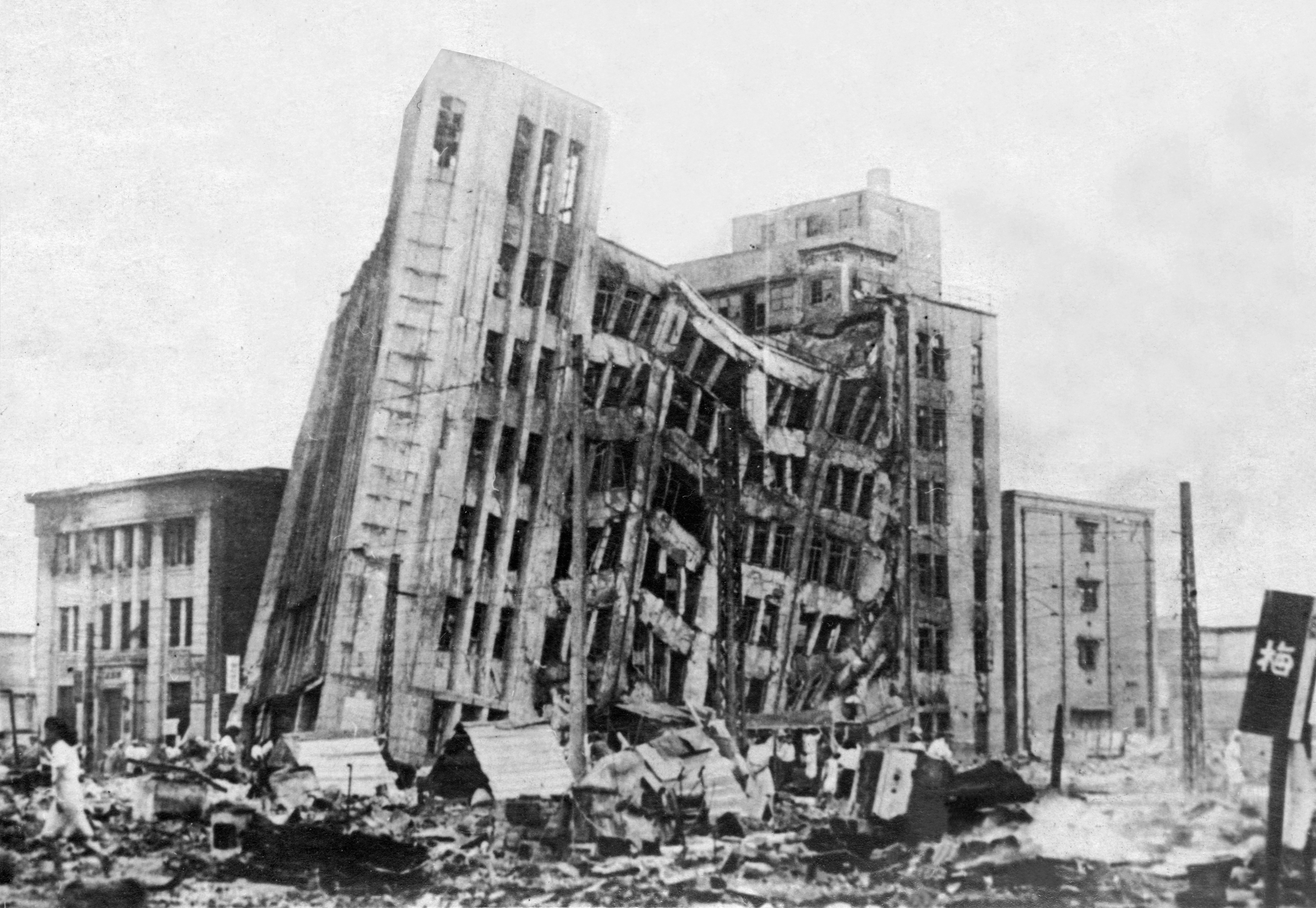
Schäden durch das Erdbeben

Das Fukui-Erdbeben 1948 (福井地震) ist ein schweres Erdbeben, das sich am 28. Juni 1948 in der Präfektur Fukui, Japan, ereignete. Magnitude war 7.1. Höchste Intensität (JMA-Skala) war 6. Dieses Erdbeben verursachte vor allem in der Präfektur Fukui enorme Schäden. Die Zahl der Todesopfer betrug 3.769.